# Vavrečka (okres Námestovo)
Vavrečka je obec na Slovensku v okrese Námestovo.

## Historie
První známá písemná zmínka o obci pochází z roku 1600. V obci je moderní římskokatolický kostel svaté Anny z 20. století.

## Geografie
Obec se nachází v nadmořské výšce 645 metrů a rozkládá se na ploše 8,96 km². K 31. prosinci roku 2017 žilo v obci 1 503 obyvatel.

## Osobnosti
- Ján Herkeľ (1786-?) - advokát a spisovatel.